# Castelli della provincia di Grosseto
Lista dei castelli e delle fortificazioni della provincia di Grosseto (sono escluse le Torri costiere della provincia di Grosseto).

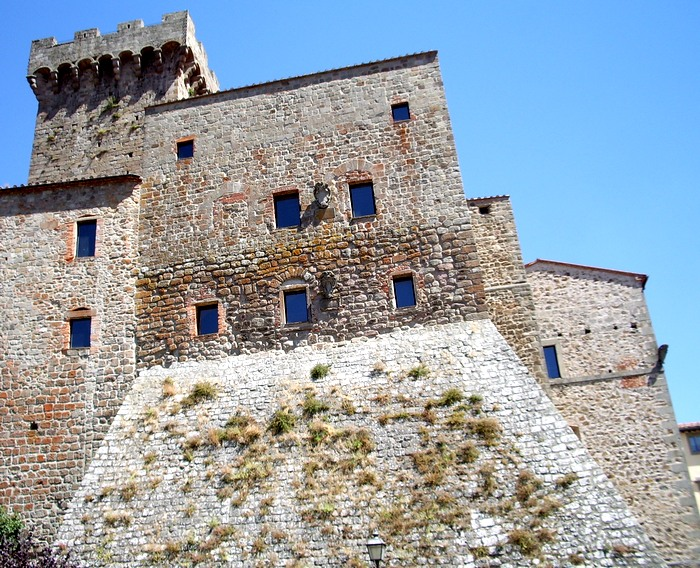
Il Castello di Arcidosso, antica rocca aldobrandesca

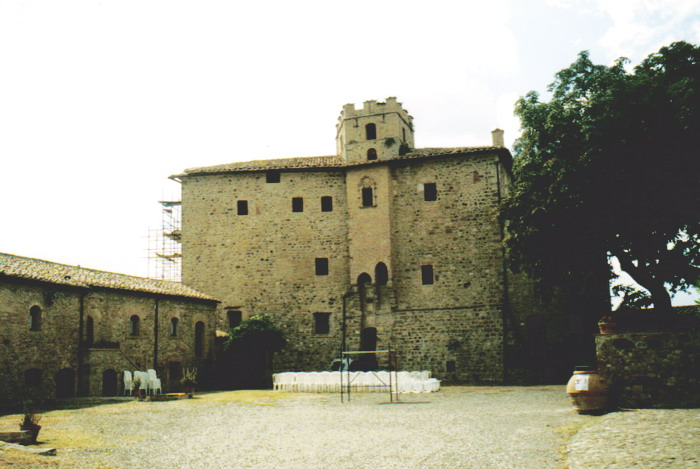
Il Castello di Porrona

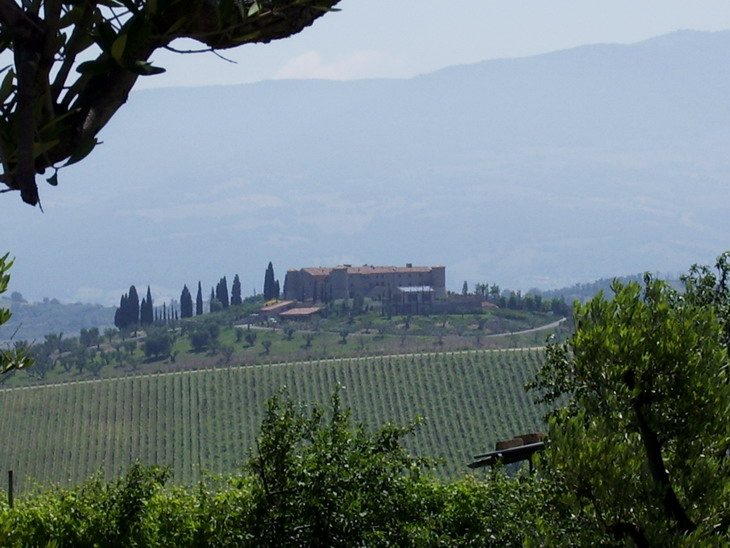
Il Castello di Colle Massari

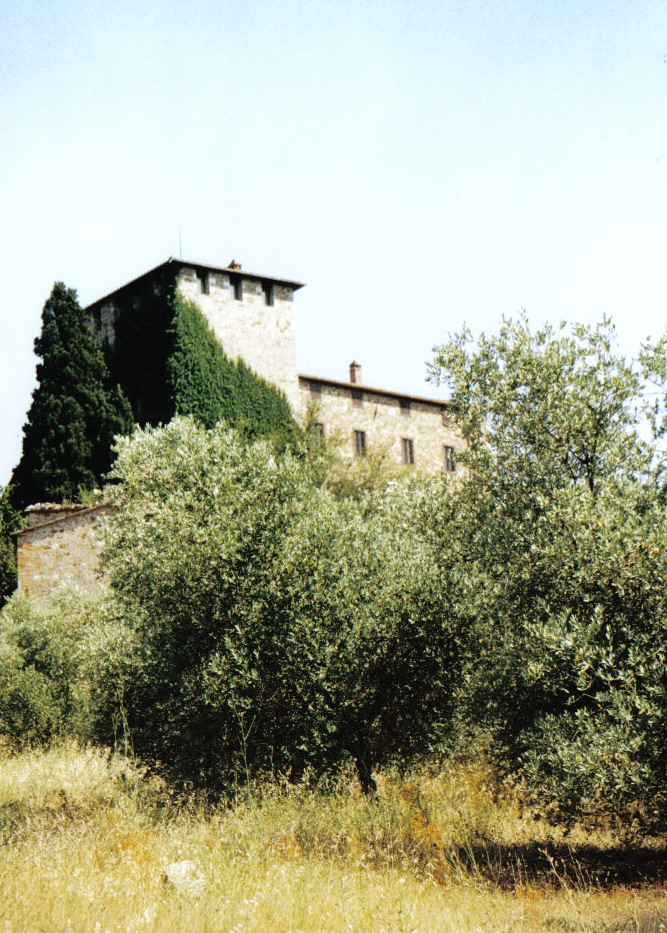
Il Castello di Casenovole

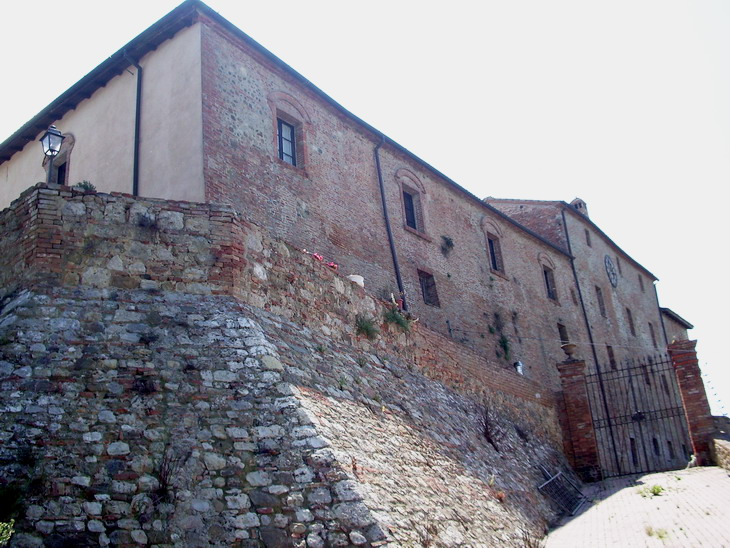
Il Castello di Monte Antico

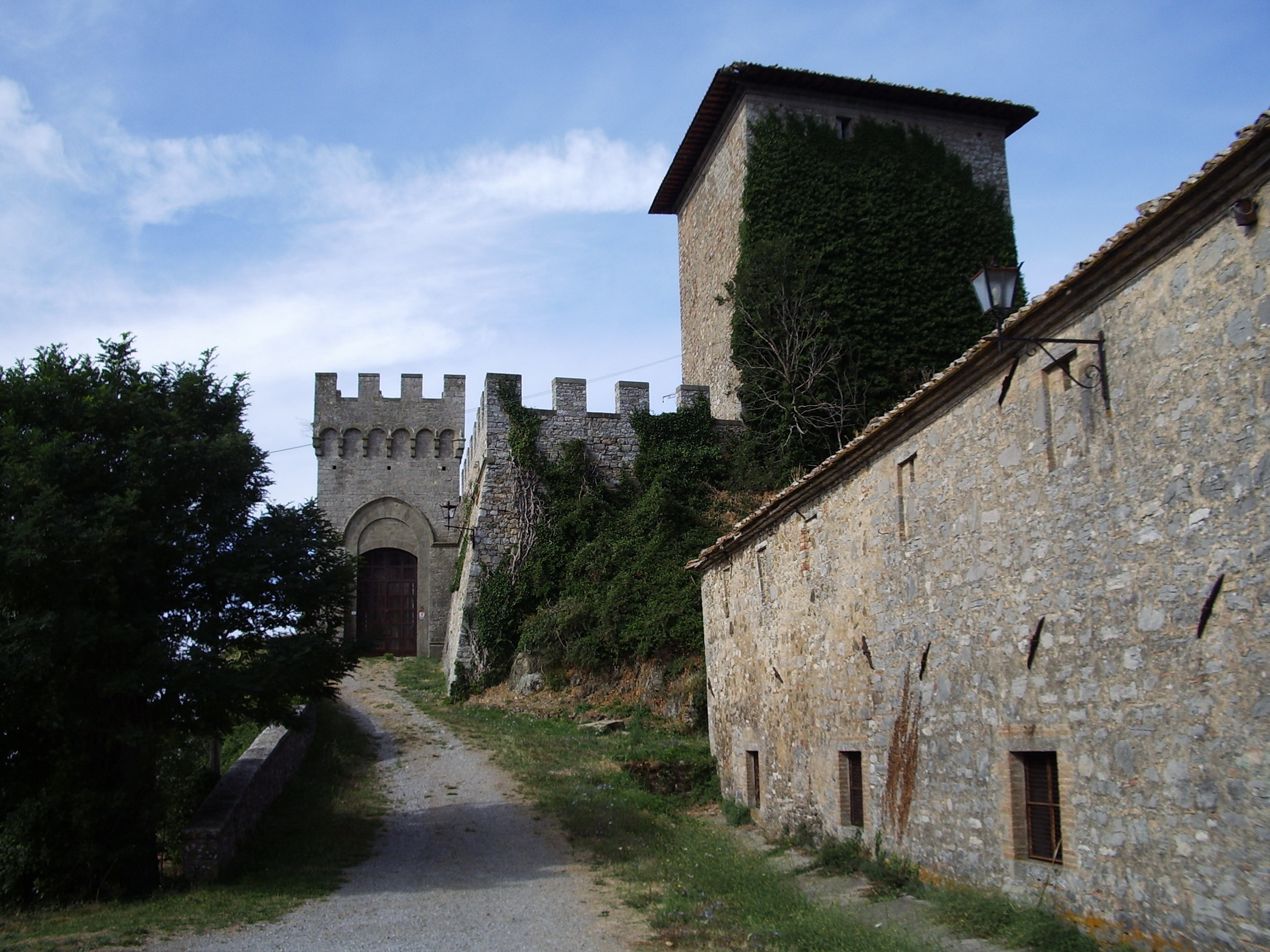
Il Castello di Triana

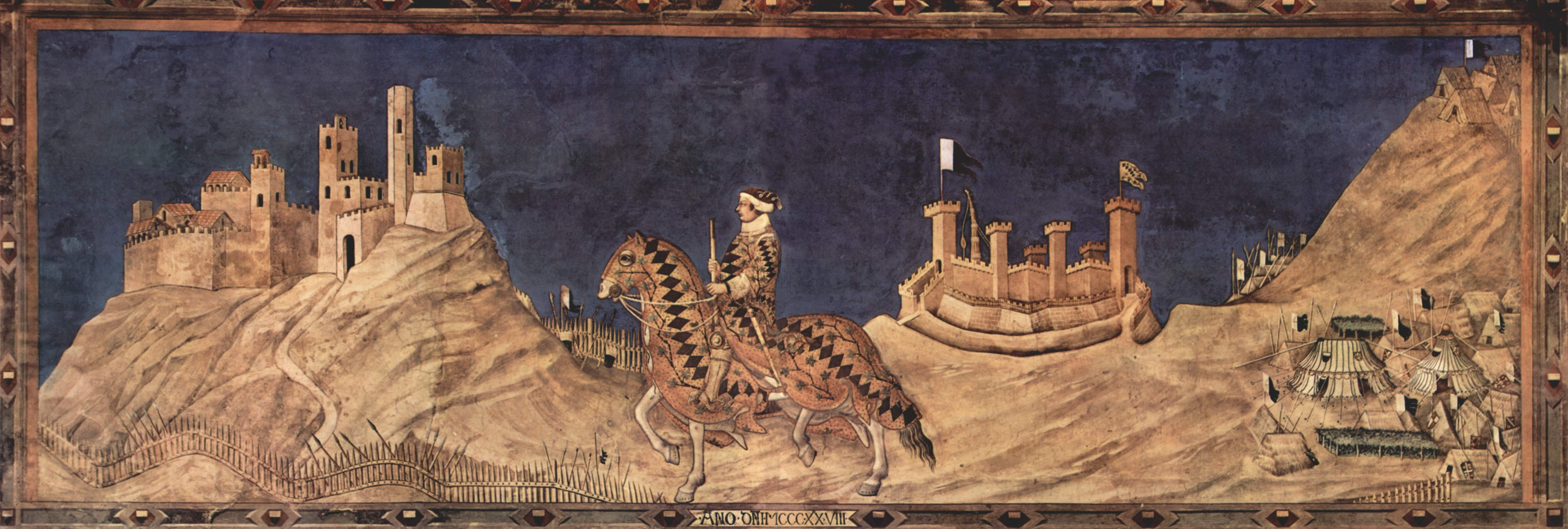
Simone Martini, Guidoriccio da Fogliano all'assedio di Montemassi (Siena, Palazzo Pubblico)

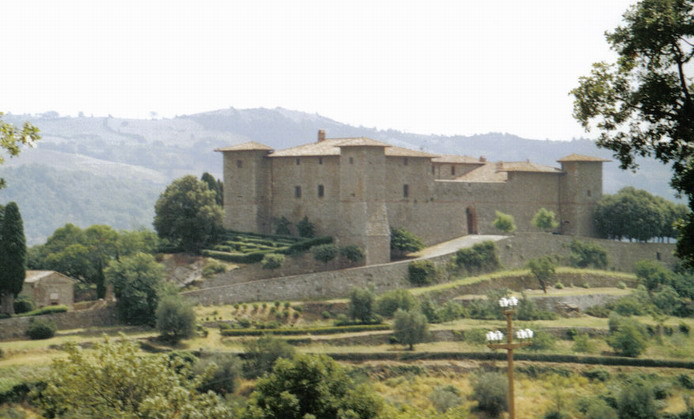
Il Castello di Montepò

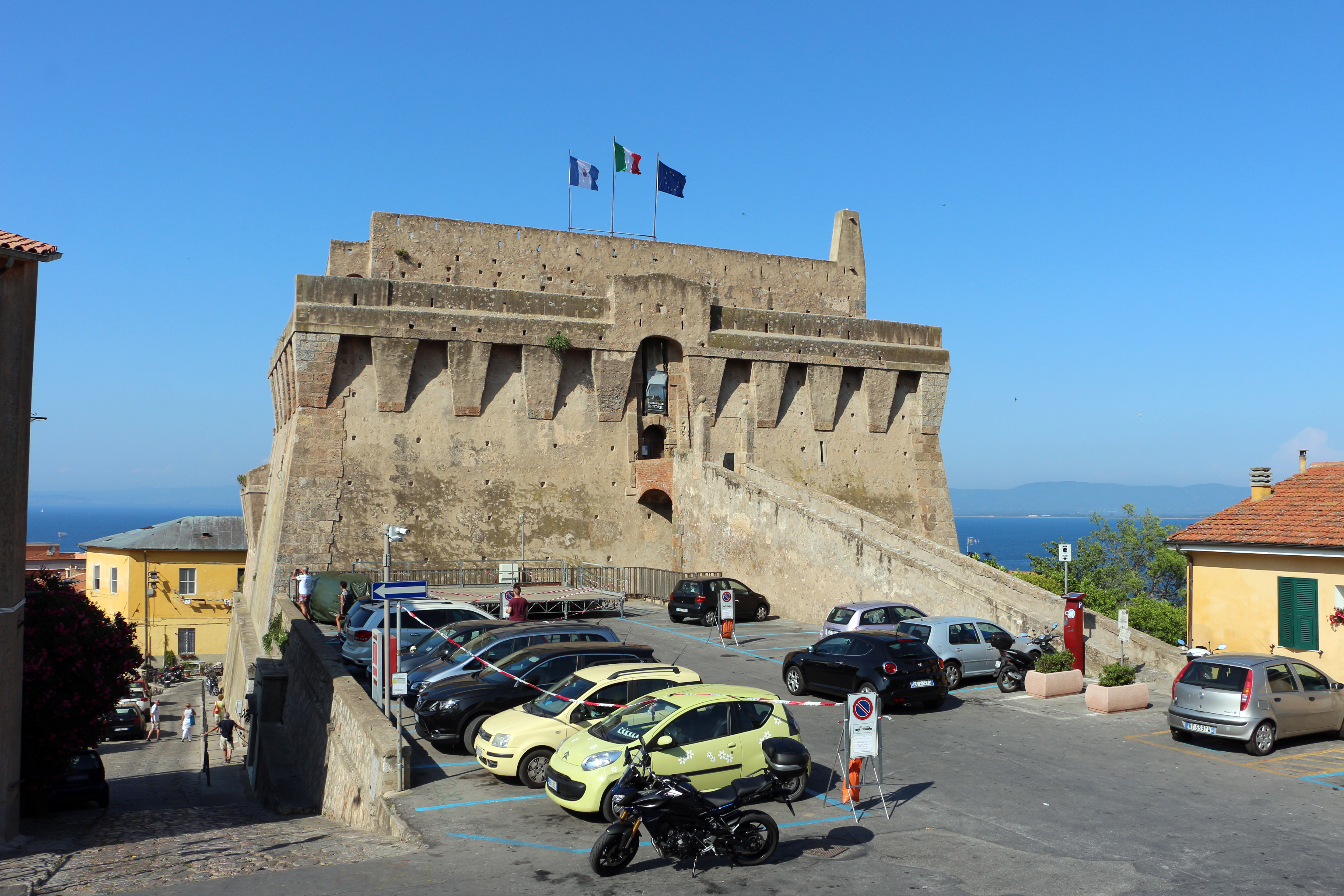
Porto S. Stefano - La Fortezza Spagnola

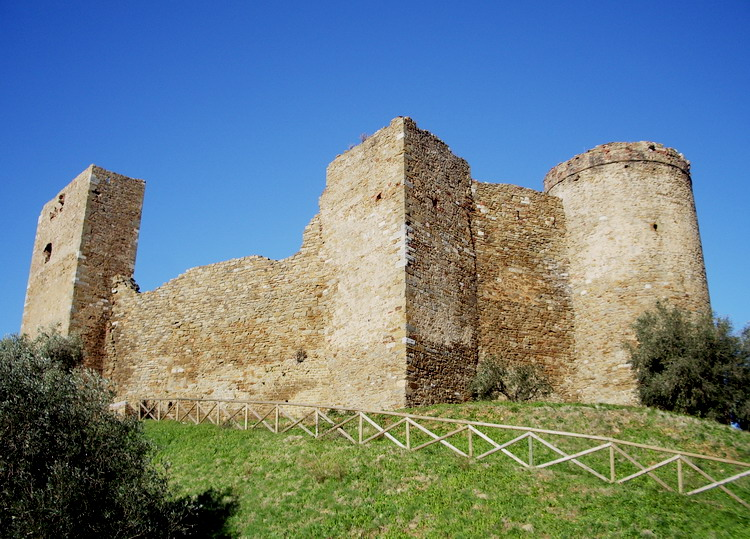
Il Castello di Scarlino, antica rocca aldobrandesca

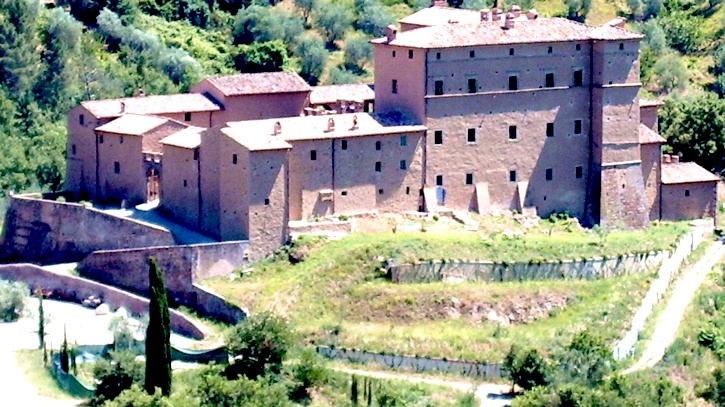
Il Castello del Potentino

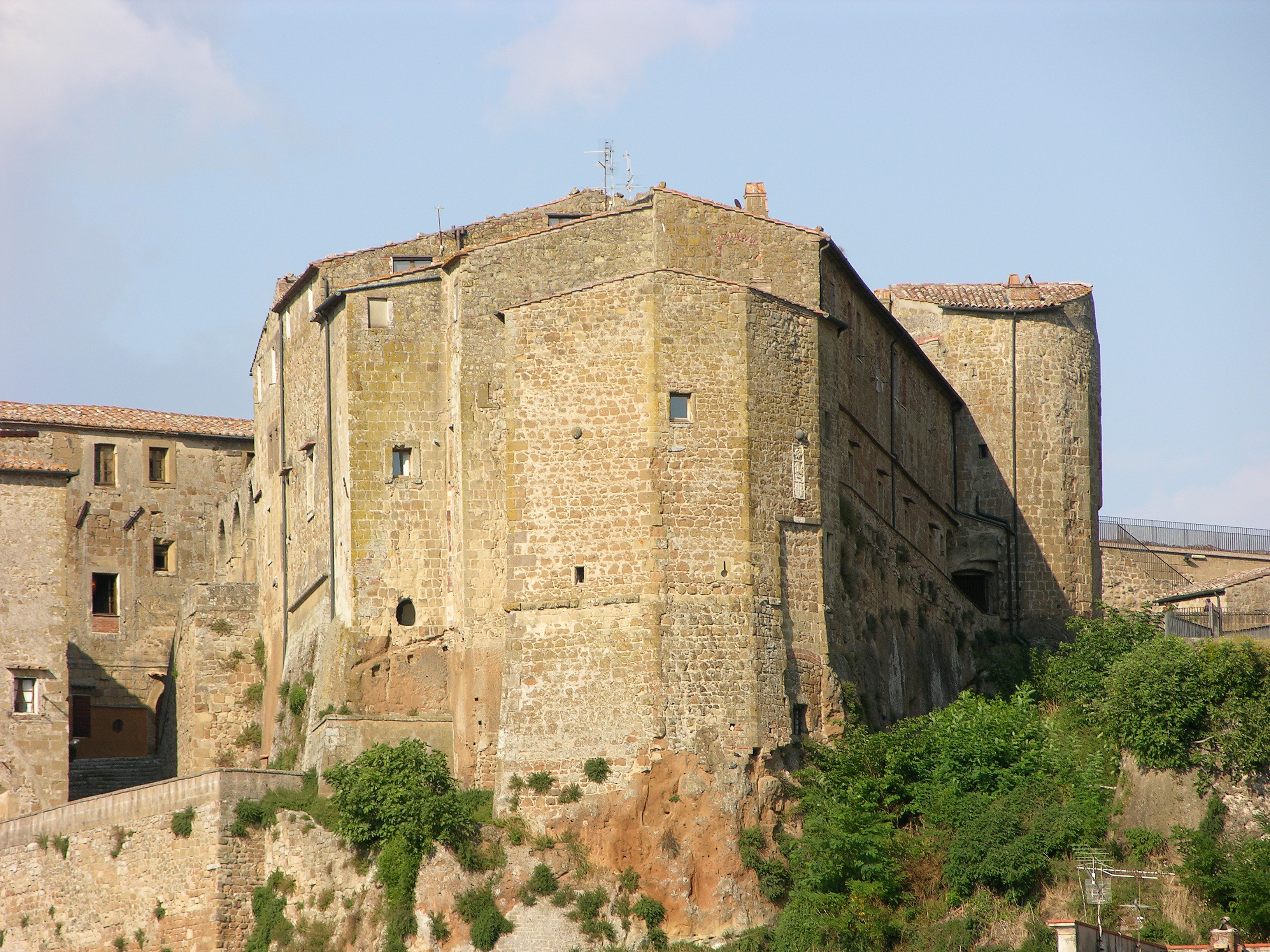
La Fortezza Orsini di Sorano

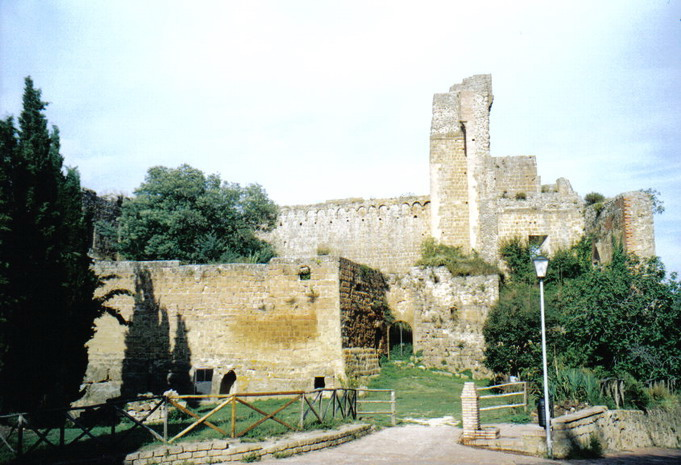
La Rocca aldobrandesca di Sovana

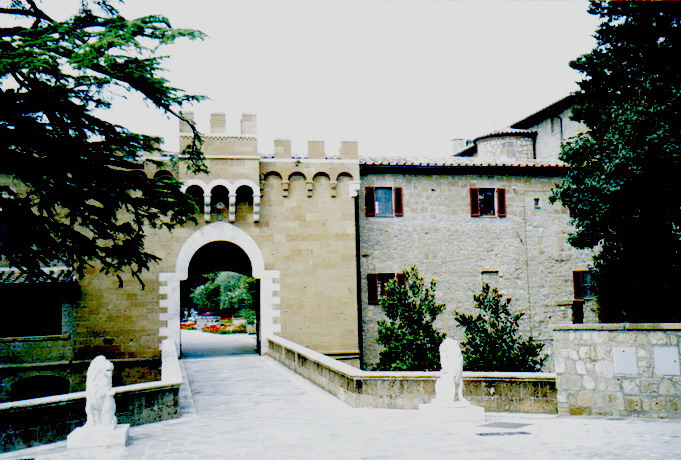
Il Castello di Montorio

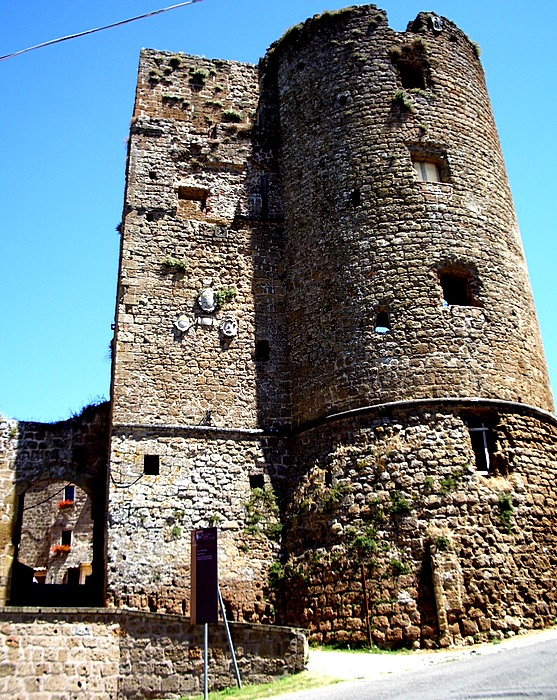
La Rocca di Castell'Ottieri

| Indice Arcidosso · Campagnatico · Capalbio · Castel del Piano · Castell'Azzara · Castiglione della Pescaia · Cinigiano · Civitella Paganico · Follonica · Gavorrano · Grosseto · Isola del Giglio · Magliano in Toscana · Manciano · Massa Marittima · Monte Argentario · Monterotondo Marittimo · Orbetello · Pitigliano · Roccalbegna · Roccastrada · Santa Fiora · Scansano · Scarlino · Seggiano · Semproniano · Sorano Bibliografia - Voci correlate |

## Arcidosso
- Rocca aldobrandesca di Arcidosso
- Cassero Senese di Montelaterone
- Castel Vaiolo nei pressi di Stribugliano: resti

## Campagnatico
- Rocca aldobrandesca di Campagnatico
- Cassero Senese di Montorsaio
- Castello di Stertignano
- Colonne della Sabatina (ruderi)

## Capalbio
- Rocca aldobrandesca di Capalbio
- Castello di Capalbiaccio (ruderi)

## Castel del Piano
- Cassero Senese di Montenero d'Orcia

## Castell'Azzara
- Rocca aldobrandesca di Castell'Azzara
- Rocca Silvana nei pressi Selvena
- Castello di Penna

## Castiglione della Pescaia
- Castello di Castiglione della Pescaia
- Castello di Punta Ala
- Cassero Senese di Vetulonia
- Castello di Casallia nei pressi di Vetulonia
- Rocca aldobrandesca di Buriano
- Castello di Maus (ruderi)
- Castellaccio di Prile (ruderi)
- Forte delle Rocchette
- Torre d'Alma

## Cinigiano
- Cassero di Cinigiano
- Castello di Colle Massari
- Castello di Monte Cucco
- Castello di Porrona
- Castello di Vicarello
- Castiglion del Torto a Castiglioncello Bandini
- Torre di Scudellano (ruderi)

## Civitella Paganico
- Cassero Senese di Paganico
- Castello di Casenovole
- Castello di San Lorenzo
- Castello di Monte Antico
- Castellaraccio di Monteverdi

## Follonica
- Castello di Valle
- Castellaccia

## Gavorrano
- Castel di Pietra (ruderi)
- Castello di Ravi

## Grosseto
- Fortezza di Grosseto
- Tino di Moscona
- Cassero Senese di Istia d'Ombrone: scomparso

## Isola del Giglio
- Rocca aldobrandesca di Giglio Castello

## Magliano in Toscana
- Castello di Montiano Vecchio (ruderi)
- Torre Bassa
- Torre della Bella Marsilia

## Manciano
- Rocca aldobrandesca di Manciano
- Rocca aldobrandesca di Saturnia
- Castello Ciacci a Saturnia
- Cassero Senese di Montemerano
- Castello di Scerpena
- Fattoria della Campigliola
- Fattoria di Marsiliana
- Castello di Stachilagi (ruderi)
- Castello di Scarceta o Pelagone (ruderi)
- Rocca di Montauto (ruderi)

## Massa Marittima
- Castello di Monteregio a Massa Marittima
- Cassero Senese di Massa Marittima
- Cassero Senese di Prata
- Rocca aldobrandesca di Tatti
- Castello di Marsiliana
- Castello di Montepozzali
- Castello di Perolla
- Castello di Rocchette Pannocchieschi
- Castello di Tricase

## Monte Argentario
- Fortezza Spagnola di Porto Santo Stefano
- Rocca aldobrandesca di Porto Ercole
- Forte Filippo a Porto Ercole
- Forte Stella nei pressi di Porto Ercole
- Torre dell'Argentiera nei pressi di Porto Santo Stefano
- Forte del Pozzarello nei pressi di Porto Santo Stefano

## Monterotondo Marittimo
- Cassero Senese di Monterotondo Marittimo (ruderi)
- Castello di Cugnano (ruderi)
- Castiglione Bernardi (ruderi)

## Orbetello
- Rocca aldobrandesca di Talamone

## Pitigliano
- Fortezza Orsini di Pitigliano
- Castel dell'Aquila
- Castello di Morrano

## Roccalbegna
- Cassero Senese di Roccalbegna
- Rocca aldobrandesca di Roccalbegna
- Rocca aldobrandesca di Cana
- Castello di Triana
- Fattoria fortificata di Castagnolo

## Roccastrada
- Castello del Belagaio
- Castello di Montemassi
- Castello di Sassoforte (ruderi)
- Fattoria di Monte Lattaia

## Santa Fiora
- Rocca aldobrandesca di Santa Fiora

## Scansano
- Castello di Montorgiali
- Castello di Cotone (ruderi)
- Castello di Montepò

## Scarlino
- Rocca aldobrandesca (Castello) di Scarlino

## Seggiano
- Castello del Potentino

## Semproniano
- Rocca aldobrandesca di Semproniano (ruderi)
- Castello di Catabbio
- Castello di Rocchette di Fazio
- Rocca aldobrandesca di Rocchette di Fazio (ruderi)

## Sorano
- Fortezza Orsini a Sorano
- Masso Leopoldino a Sorano
- Rocca aldobrandesca di Sovana
- Castello di Montorio
- Rocca degli Ottieri a Castell'Ottieri
- Vitozza (resti archeologici)
- Castello di Sopano (ruderi)
- Rocca di Fregiano (ruderi)
- Rocca di Montevitozzo (ruderi)